# Glières-Val-de-Borne
Glières-Val-de-Borne es una comuna francesa situada en el departamento de Alta Saboya, de la región de Auvernia-Ródano-Alpes.

## Historia
Fue creada el 1 de enero de 2019, en aplicación de una resolución del prefecto de Alta Saboya de 27 de junio de 2018 con la unión de las comunas de Le Petit-Bornand-les-Glières y Entremont.